# 哈姆扎·尼亚兹
哈姆扎·尼亚兹（1889年3月6日—1929年3月18日）是烏茲別克的一名作家、作曲家、剧作家、诗人、政治運動家，為烏茲別克最早的劇作家與社會現實主義奠基者，與加富爾·古洛姆同被視為現代烏茲別克文學的先驅。

## 生平
尼亞茲於1889年出生於浩罕的一個藥劑師家庭，其父曾於布哈拉求學。尼亞茲早年受傳統的伊斯蘭學校教育，1910年他前往布哈拉學習阿拉伯語，在當地結識許多扎吉德運動的人物，也見識了新式學校的教育方式，回到浩罕後他建立了一所學校並親自擔任教師，1912年與一名皈依伊斯蘭教的俄羅斯女性成婚，隨後他即經阿富汗與印度前往麥加朝覲，參訪敘利亞與伊斯坦堡後經外裡海（今土庫曼）回浩罕。之後幾年他在費爾干納地區建立了數所學校，大量寫作教科書、詩集、小說與劇作，在報紙上發表評論文章，編纂民俗歌曲選集，也參與出版業、書籍販售與經營劇團。尼亞茲為十月革命的熱烈支持者，曾寫了數首詩作頌揚革命。另外1920年代尼亚兹參與了烏茲別克文改革，刪改原本的察合台文以編成現代烏茲別克文的標準書面語。
尼亞茲的作品大多關注女權、社會不平等與迷信風行等社會議題，如其著名劇作〈貝伊與勞動者〉（Boy ila xizmatchi）。1926年他獲乌兹别克苏维埃社会主义共和国人民作家頭銜。1929年他在沙希马尔丹被伊斯蘭基本教義派份子以「反對宗教活動」為由以石頭砸死。

## 紀念

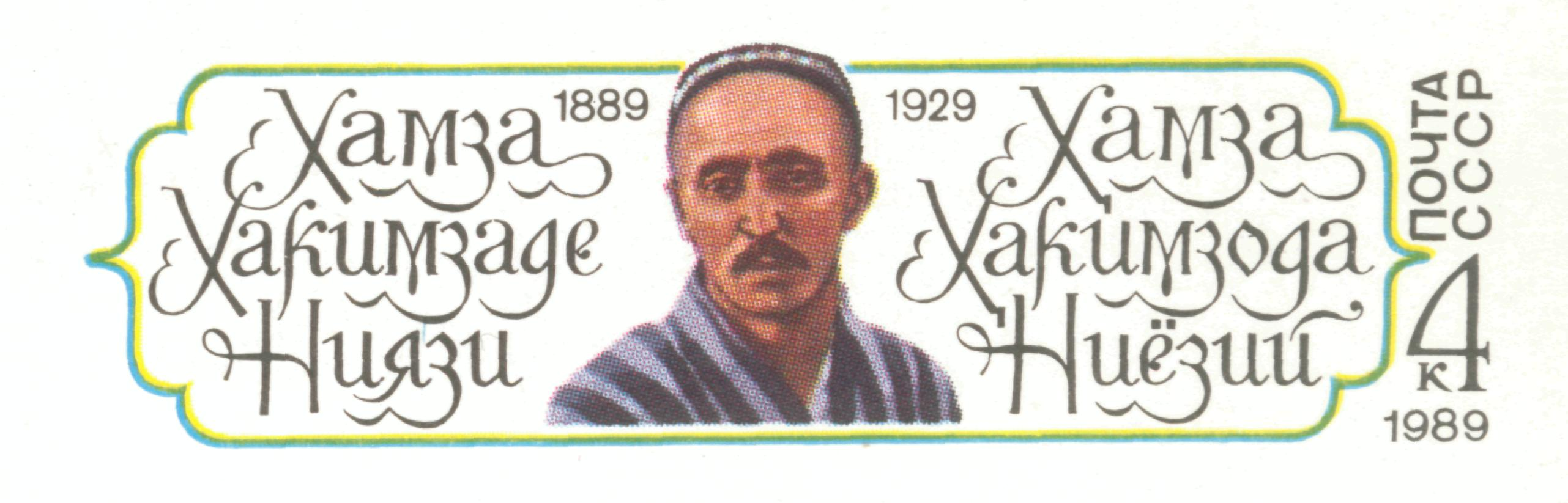
1989年紀念尼亞茲百年誕辰的郵票

為紀念尼亞茲，1967年烏茲別克共產黨中央委員會設立了烏茲別克蘇維埃社會主義共和國哈姆扎獎以表彰對文學、藝術或建築有重大貢獻者。蘇聯時期烏茲別克有許多劇院、學校與街道以哈姆扎·尼亚兹為名，塔什干地鐵也曾有一車站以他為名（哈姆扎站，2015年已改名為諾夫扎站），但1991年烏茲別克獨立以後其名逐漸自公共場合被抹去。

## 外部連結
- Adeeb Khalid: Printing, Publishing, and Reform in Tsarist Central Asia （页面存档备份，存于）. 1994
- Mark Dickens: Uzbek Music （页面存档备份，存于）. 1989
- Mark Dickens: The Uzbeks （页面存档备份，存于）. 1990
- Works of Niyazi in English, Russian, and Arabic，存档于（存檔日期 March 25, 2008）